# フォルウォスの黒楯
『フォルウォスの黒楯』（フォルウォスのくろたて、The Black Shield of Falworth）は1954年のアメリカ合衆国の映画。ハワード・パイルによる1891年の小説 『メン・オブ・アイアン』を原作としている。出演はトニー・カーティスなど。
本作は、ユニバーサル・スタジオにてシネマスコープ方式で作られた最初の作品となった。

## ストーリー
15世紀初頭のイギリス、おいぼれのヘンリー4世に代わり、オルバン侯が政治を取り仕切っていた。
ある日、オルバン侯の領地クリスビデイル住むマイルズとその妹メグは、ふとしたことからマクワース侯の元へと送られる。マイルズは騎士補見習いに、メグはマクワース侯の娘・アンの侍女となった。マイルズの所属する部隊には、オルバン侯の弟でアンの婚約者でもあるウォルターもおり、なにかとマイルズを見下していた。一方、アンはマイルズと相思相愛になっていた。
やがて、成長したマイルズは槍の名手ドヴェルモア伯との御前試合に参加したほか、ついには騎士の称号を得るまでになった。
だが、マクワース侯が授けた黒い楯から、マイルズがかつて反逆罪で処刑されたフォルワース侯の一族の生き残りであることが判明する。そして、オルバン侯により、マクワース侯とマイルズは牢屋に入れられる。
その夜、マクワース侯の口から、フォルワース侯の一件は冤罪であり、真犯人はオルバン侯であることが判明する。翌日、国王の前に出されたマイルズはオルバン侯との決闘に臨む。オルバン侯は王位簒奪の目的から自分の手下で城の内外を固め、決闘している間にウォルターが兵に合図して王に迫る。
決闘でマイルズが勝ったところで、すでに城から脱出していたメグとアンが援軍を率いて城に到着し、反乱軍を打倒した。

## キャスト
| 役名             | 俳優                   | 日本語吹替                                |
| 役名             | 俳優                   | NETテレビ版                               |
| ---------------- | ---------------------- | ----------------------------------------- |
| マイルズ         | トニー・カーティス     | 広川太一郎                                |
| アン姫           | ジャネット・リー       | 池田昌子                                  |
| サー・ジェームス | トリン・サッチャー     | 滝口順平                                  |
| マックワース伯爵 | ハーバート・マーシャル | 富田耕生                                  |
| ハル王子         | ダン・オハーリー       | 中田浩二                                  |
| ウォルター       | パトリック・オニール   | 柴田秀勝                                  |
| フランシス       | クレイグ・ヒル         | 井上真樹夫                                |
| メグ             | バーバラ・ラッシュ     | 杉山佳寿子                                |
| ブラント伯爵     | デビッド・ファラー     | 緑川稔                                    |
| ヘンリー4世      | イアン・キース         | 槐柳二                                    |
| ディコン         | レイス・ウィリアムス   | 宮内幸平                                  |
| シスター・エレン | ドリス・リョード       | 秋元千賀子                                |
| サー・ロバート   | レオ・ブリット         | 清川元夢                                  |
| ピーター         | ゲイリー・モンゴメリー | 田中亮一                                  |
|                  |                        |                                           |
| 演出             | 演出                   | 山田悦司                                  |
| 翻訳             | 翻訳                   | 山田実                                    |
| 効果             | 効果                   | 赤塚不二夫                                |
| 調整             | 調整                   | 山田太平                                  |
| 制作             | 制作                   | グロービジョン                            |
| 解説             | 解説                   | 増田貴光                                  |
| 初回放送         | 初回放送               | 1970年9月5日 『土曜映画劇場』 21:00-22:26 |

## スタッフ
- 監督：ルドルフ・マテ
- 製作：ロバート・アーサー、メルビル・タッカー
- 原作：ハワード・パイル
- 脚本：オスカー・ブロドニー
- 撮影：アーヴィング・グラスバーグ
- 音楽：ジョセフ・ガーシェンソン